# 熊代珠琳
熊代 珠琳（くましろ じゅりん、1997年12月31日 - ）は、日本のダンサーであり元女性歌手。女性ダンス&ヴォーカルグループ ONE CHANCEの元メンバー（リーダー）、女性アイドルグループ・GEMの元メンバー。
大阪府出身。愛称はJURINで、ライブイベント出演時もこのネームを使用している。

## 略歴

### iDOL Street加入前
幼稚園児のころからダンス・歌などのレッスンを受け、大阪にある創叡 「STS DANCE school」に入所。その後、エイベックス・アーティストアカデミー大阪校に移籍。DSK(ダンス・スタイル・キッズ)モデルの1期生としても活動していた

### iDOL Street加入後
2012年5月19日、応募していた『avex アイドルオーディション2012』の最終審査に合格。同年6月12日、中野サンプラザで行われた『SUPER☆GiRLS生誕2周年記念SP & アイドルストリートカーニバル2012』において、iDOL Streetのデビュー候補生であるストリート生の3期生（w-Street OSAKA）としてお披露目された。
同年12月25日、中野サンプラザで行われた『SUPER☆GiRLS Every Body JUMP!! 2012 FINAL 〜X'mas Special〜』においてiDOL Streetレーベル第3弾グループとしてGEMの結成が発表され、同時にスターティングメンバーとして選出された。
2013年4月1日、『ストリーーーーーグ』の最終公演『iDOL Street NEXT Street 2013』において、w-Street OSAKAからe-Street TOKYOに移籍することが発表され、同時に活動拠点を東京へと移した。同年6月11日、『SUPER☆GiRLS 生誕3周年記念SP アイドルストリートカーニバル 日本武道館 〜超絶少女たちの挑戦2013〜』において、GEMの正式メンバーに選出され、同時にストリート生としての活動を終了した。GEMは7枚のシングルと1枚のアルバムを発表し、2018年3月31日をもって解散した。今後については「またパワーアップした姿で歌を通して皆さんに会えるよう精一杯頑張りますのでこれからも応援よろしくおねがいします！」と語っている。

### ONE CHANCE結成
2018年7月24日、かねてより結成が発表されていた女性ダンス&ボーカルグループONE CHANCEのメンバー10名が発表され、熊代もメンバーに選抜されたことが明かされた。
2018年10月7日、ONE CHANCEのリーダーに選ばれた。その後、ONE CHANCEは2020年10月31日をもって解散。また、2020年11月30日をもってエイベックス・マネジメントを退社。フリーランスを経て、2021年春からEnterVision所属していたが2023年1月末をもって退社したこと、またフリーランスで活動することを自身のSNSで発表した。2023年3月1日、株式会社321の所属ライバーとしてPocochaでの配信を開始した。2023年12月27日、自身のSNSにて2024年2月2日のライブをもってJURINとして上京してきてからの10年間のライブ活動に終止符をうつ事を発表した。

## 人物
- 両親、2歳年下の弟との4人家族である。また、「スター」という名の犬を飼っていた[8]。
- 「珠琳」という名前は、両親が丸い美しい物の象徴、青い宝石という意味や、光を放つ周りに人が集まりみんなに愛されてほしいという意味を込めて名付けた[9]。
- 趣味は料理、お笑い鑑賞で、特技はカポエイラとウィンクである[10] [11] 。
- GEM時代のMy GEM[注 2]はブラックダイヤモンド(黒)。
- 2016年6月のGEM新体制以前、ニックネームは「じゅりん・じゅりんりん」だった。その後本人からの強い意向でじゅりんりんが削除された。
- 2017年6月30日、SHOWROOMの個人配信にて、ファンの総称を「JURING」にすることを番組内で投票して決定した。SHOWROOM配信で配信が終わる時「やっぱ珠琳だなっ」とファンがコメントするのが恒例となっていた。
- 髪の毛に困ってる子供達の為にヘアドネーションをして髪の毛をバッサリ切った事がある[12]。
- 2023年3月8日、Pocochaでの配信中に「かぼちゃ」と「こむぎ」という名の2匹の犬を飼っている事を発表した。

## 作品

### 配信楽曲
- Cloud（2021年10月6日）
  - 「Cloud」・「It's Me」・「HELLO」の全3曲を収録[13]
- Shooting Star （2023年12月15日）
- up to you （2023年12月31日）

## 出演

### ラジオ
- 「金8ガールズ」（2021年8月20日 - 11月20日、渋谷クロスFM） - パーソナリティ
- 「Saturday 9 Girls」（2021年12月18日 - 2022年9月17日、渋谷クロスFM）- パーソナリティ

### ライブ・イベント

#### 主催ライブ
- JURIN主催LIVE『Sun + rhythm』（2021年5月22日、青山RizM）[14]
- 『Cloud 〜Special live in Tokyo〜』（2021年10月24日、青山RizM）
- 『Cloud 〜Special live in Osaka〜』（2021年11月21日、OSAKA RUIDO）
- 『JURIN FreeLive 2022』supported by VISION RIGHTS Inc.（2022年6月5日、渋谷CLUB CAMELOT B2）
- 『JURIN 1st FanMeeting』（2023年5月6日、下北沢RHAPSODY）
- 『JURIN 1st FanMeeting in OSAKA』（2023年6月3日、THE SONICBAR）
- 『JURIN pre.「Colorless Vol.1」』（2023年8月18日、SHIBUYA DESEO）
- 『JURIN BIRTHDAY LIVE』（2023年12月15日、新宿motion）
- 『JURIN pre.「Colorless Vol.2」』（2024年2月2日、SHIBUYA DESEO）

#### その他のライブ・イベント
- 谷中唯彩主催ライブ 『Endless rest』（2021年3月4日、青山RizM）
- 『LASEED in NAGOYA』（2021年3月13日、IMAIKE CLUB3STAR）
- 『LASEED in SHIGA』（2021年3月14日、U★STONE）
- 『Music has no borders』vol.1（2021年4月8日、naver floor AKASAKA）
- "ERG"『New System Live-Restart-』（2021年4月10日、青山RizM）
- 『ERG×涌嶋茜×JURIN オンライン配信LIVE』（2021年5月4日、TwitCastingで配信）
- 『TAKUYA×ERG×JURIN オンライン配信LIVE』（2021年5月5日、LOTUS STREAMで配信）[15]
- 『Another self』（2021年5月9日、ROCK CAFE LOFT is your room）[16]
- MIKU主催『baegopaYo』（2021年6月5日、四谷ロータス）
- 『LASEED in KYOTO』（2021年6月6日、京都ARCDEUX）
- 『LASEED SP in TOKYO』（2021年6月23日、Veats Shibuya）
- 『Another self Vol.2』（2021年7月24日、ROCK CAFE LOFT is your room）
- 『LASEED in OSAKA』（2021年7月31日、OSAKA RUIDO）
- 『LASEED in SHIGA』（2021年8月1日、U★STONE）
- 『Another self Vol.3』（2021年9月12日、ROCK CAFE LOFT is your room）
- Otani pre.『Music has no borders vol.6』（2021年9月28日、navey floor AKASAKA）
- 『Journey time for ERG SP-Towards the future-』（2021年11月13日、SHIBUYA asia）
- 『SING OUT!!! Xmas Live 』（2021年12月26日、青山RizM）
- LASEED presents 『To the World』（2022年2月6日、青山RizM）
- 『Another self Vol.4』（2022年2月20日、ROCK CAFE LOFT is your room）
- 『Another self Vol.5』（2022年3月26日、ROCK CAFE LOFT is your room）
- Otani pre.『Music has no borders vol.23』（2022年4月14日、navey floor AKASAKA）
- 『SING OUT!!』（2022年4月23日、青山RizM）
- 『Another self Vol.6』（2022年5月7日、ROCK CAFE LOFT is your room）
- 『LASEED in TOKYO』（2022年7月3日、六本木SEL OCTAGON TOKYO）
- 『Another self Vol.7』（2022年7月9日、ROCK CAFE LOFT is your room）
- 『Another self Vol.8』（2022年8月14日、ROCK CAFE LOFT is your room）
- 『1部 「GUM夏祭りVol.1」2部「YUI聖誕祭82Ø」』（2022年8月20日、青山RizM）
- 『SUPER☆GiRLS「金澤有希 プロデュース公演 "ありがとう 〜これが私のアイスト道〜"」』（2022年10月10日、duo MUSIC EXCHANGE）
- 『Ai-Russian vol.9』（2023年1月6日、西永福JAM）[注 3][17]
- 『Camited presents A-Russian Vol.65 えーらしあん -5th Anniversary- -DAY 1-』（2023年2月17日、西永福JAM）
- 『anaB定期公演 ちょうちょの集い 〜この花とまれ〜』（2023年3月22日、駒沢Camited)
- 『#ガルスピ Vol.11』（2023年3月26日、navey floor AKASAKA）
- 『Solo Singer's High!!!』（2023年4月6日、ときわ台 Cave）
- 『Music has no borders -2nd Anniversary- 前夜祭』（2023年4月7日、shibuya eggman）
- 『MONSTAR PROJECT pre.おばちフェス2023』（2023年5月23日、新宿BLAZE）
- 『A-Russian Vol.69 えーらしあん』（2023年5月26日、西永福JAM）
- 『vijonGEMstudio.pre.【VG project】』（2023年6月2日、北堀江club vijon）
- 『Music has no borders ~Otani Birthday Collection~』（2023年6月22日、青山RizM）
- 『ЯanaB『Viper』発売記念イベント インストアLIVE @アリオ上尾』（2023年7月23日、アリオ上尾）
- 『Camited presents A-Russian Vol.71 #えーらしあん』（2023年7月27日、西永福JAM）
- 『CREEP』（2023年10月13日、navey floor AKASAKA）
- 『Music has no borders Vol.75』（2023年10月18日、GRIT at Shibuya）
- 『festival 祭 〜人生、楽しまなきゃ意味無いじゃん？〜』（2023年10月19日、四谷ロータス）
- 『A-Russian Vol.76 えーらしあん』（2023年11月9日、西永福JAM）
- 『MAMA AWARDS』（2023年11月28日・29日、東京ドーム）- JPdancersとして出演
- 『LANA pre FREELY!!!! 〜ワンコインライブ〜Vol.3』（2023年12月8日、新宿motion）
- 『Christmas Cover Night -Unplugged & Party-』（2023年12月22日、22CAFE（MUSIC BAR））
- 『Music has no borolere Vol.80 ~HAPPY NEW YEAR 2024~』（2024年1月5日、shibuya eggman）
- 『LANA Birthday 2024 Forever LIVE』（2024年1月14日、六本木unravelTOKYO）

### ファッションショー
- ASIA FASHION AWARD 2017 in TAIPEI（2017年12月16日、W Taipei）[18]

### MV
- スキマスイッチ「未来花(ミライカ) for Anniversary」-Flowers on Mother’s Day（2018年5月）[19]

### イメージキャラクター
- ドン・キホーテ道頓堀 大観覧車「えびすタワー」第5期イメージキャラクター（2020年）[20]